# Раббадж, Ибрахим
Ибрахим Раббадж (англ. Ibrahim Rabbaj, араб. إبراهيم الرباج‎; родился 15 октября 2009, Лондон) — марокканский и английский футболист, полузащитник футбольной академии «Челси».

## Клубная карьера
Уроженец Лондона, Раббадж начал играть в футбол в юношеской академии клуба «Кристал Пэлас». В 2021 году присоединился к футбольной академии «Челси».

## Карьера в сборной
Выступал за сборные Англии до 15 и до 16 лет и за сборные Марокко до 15 и до 17 лет. В апреле 2025 года выиграл Кубок африканских наций (до 17 лет).

## Достижения
Сборная Марокко (до 17 лет)
- Чемпион Кубка африканских наций (до 17 лет): 2025